# 사막 전투복

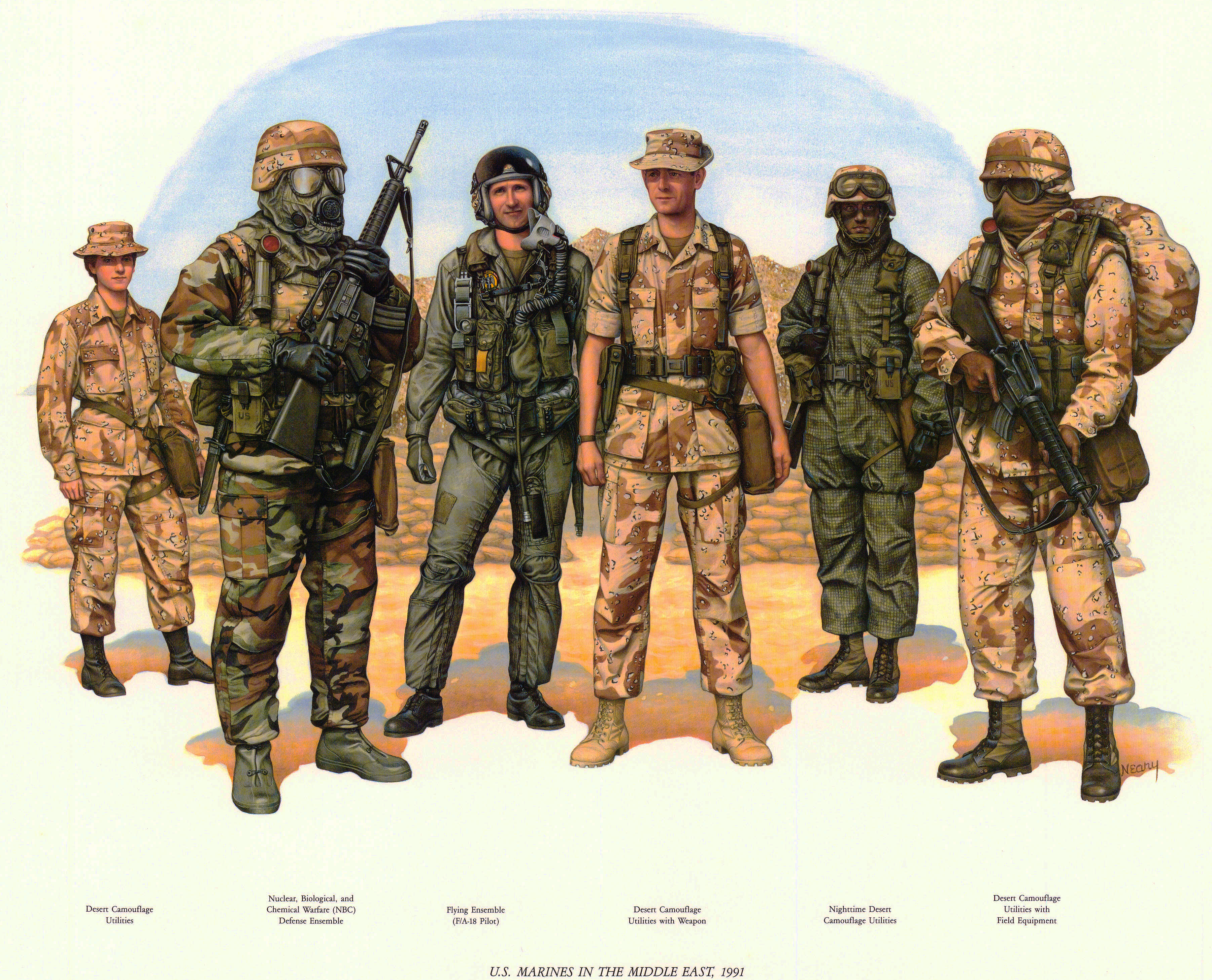
사막 전투복을 착용하는 미국 해병대 군인들 작화

사막 전투복(영어: Desert Battle Dress Uniform (DBDU))은 미국 육군 군인 시스템 센터에서 개발한 군용 의류이다. 1970년에 개발되었으며, 1980년대 초부터 1990년대 중반까지 사용되었다. 사막에서 주둔하는 미군의 위장 능력을 향상시키기 위해서 개발되었다.

## 상세

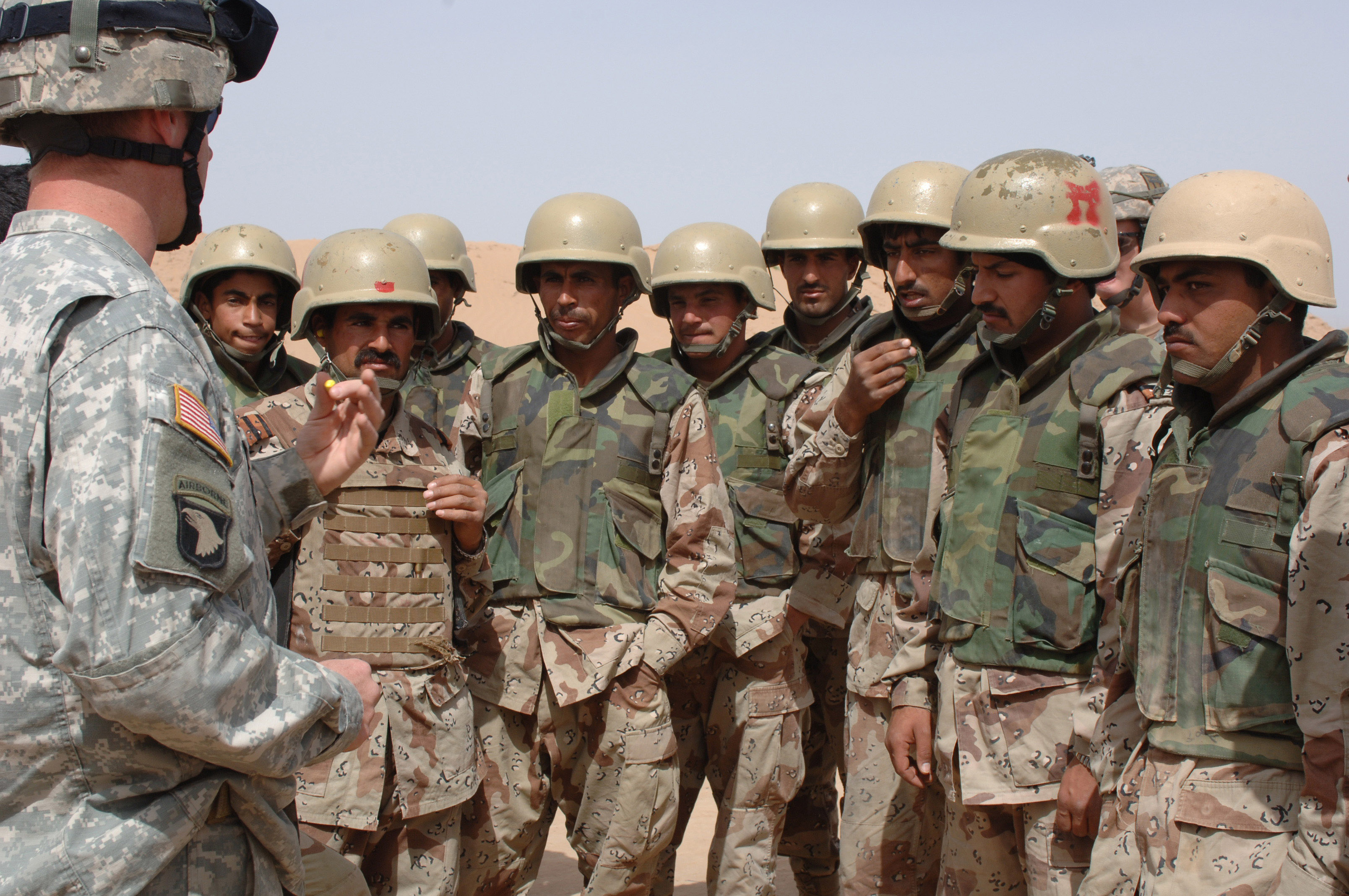
사막 전투복을 착용하고 있는 아프가니스탄 군인들

사막 전투복은 1970년에 개발되었으며, 사막 6색 위장 또는 초콜릿 칩 위장 또는 초콜릿 반죽 위장으로 불렸다. 20세기 후반의 중동에서 발생한 전쟁에서 미군이 착용하였다.
특이한 위장 무늬 때문에 빈티지 클로딩 및 패션에 자주 활용되는 위장이다.

## 사용 국가
- 미국
- 아프가니스탄